# Rondinella Impruneta 1999-2000
Questa pagina raccoglie le informazioni riguardanti la Rondinella Impruneta nelle competizioni ufficiali della stagione 1999-2000.

## Rosa
| N. |                   | Ruolo | Calciatore         |
| -- | ----------------- | ----- | ------------------ |
|    | Italia (bandiera) | C     | Tommaso Bambi      |
|    | Italia (bandiera) | C     | Massimo Bargellini |
|    | Italia (bandiera) | D     | Marco Baroni       |
|    | Italia (bandiera) | D     | Andrea Barzagli    |
|    | Italia (bandiera) | C     | Daniele Bencistà   |
|    | Italia (bandiera) | D     | Massimo Brioschi   |
|    | Italia (bandiera) | C     | Carmelo Camilli    |
|    | Italia (bandiera) | P     | Stefano Ciucci     |
|    | Italia (bandiera) | C     | Andrea Consumi     |
|    | Italia (bandiera) | A     | Mirco Di Fiandra   |
|    | Italia (bandiera) | C     | Alessandro Divita  |
|    | Italia (bandiera) | C     | Daniele Dori       |
|    | Italia (bandiera) | C     | Michele Fusi       |
|    | Italia (bandiera) | D     | Andrea Galeotti    |
|    | Italia (bandiera) | P     | Cosimo Pagliai     |

| N. |                   | Ruolo | Calciatore             |
| -- | ----------------- | ----- | ---------------------- |
|    | Italia (bandiera) | C     | Francesco Galli        |
|    | Italia (bandiera) | D     | Mirko Garaffoni        |
|    | Italia (bandiera) | A     | Federico Gastasini     |
|    | Italia (bandiera) | D     | Filippo Giovagnoli     |
|    | Italia (bandiera) | D     | Filippo Liberati       |
|    | Italia (bandiera) | D     | Federico Manzini       |
|    | Italia (bandiera) | A     | Massimiliano Menegatti |
|    | Italia (bandiera) | D     | Francesco Polidori     |
|    | Italia (bandiera) | D     | Riccardo Rocchini      |
|    | Italia (bandiera) | A     | Marcello Sansonetti    |
|    | Italia (bandiera) | A     | Francesco Tavano       |
|    | Italia (bandiera) | C     | Thomas Tonelli         |
|    | Italia (bandiera) | C     | Francesco Varrenti     |
|    | Italia (bandiera) | P     | Davide Barducci        |